# Katsuobushi
Katsuobushi (鰹節, o かつおぶし) (鰹節, ''Katsuobushi''? o かつおぶし) és el nom japonès d'un aliment preparat a partir de tonyina o de bonítol ratllat (Katsuwonus pelamis) sec, fermentat i fumat. El katsuobushi i el kombu (un tipus d'alga) són els ingredients del dashi, un brou que forma la base de moltes sopes (com la sopa de miso) i salses (per exemple, soba no tsukejiru) en la cuina japonesa. Actualment se sol trobar en bosses de petits encenalls marrons rosats. Els encenalls més grans i gruixuts, anomenats kezurikatsuo (削り鰹, , けずりかつお) (削り鰹, ''kezurikatsuo''?, けずりかつお), s'utilitzen per elaborar el brou dashi. Els encenalls més petits i prims, anomenats hanakatsuo (花鰹, ; はなかつお) (花鰹, ''hanakatsuo''? ; はなかつお), s'utilitzen com a condiment en molts plats japonesos, com el okonomiyaki. Tradicionalment, a casa es tenien trossos grans de katsuobushi dels quals es treien encenalls a mesura que es necessitaven amb un instrument anomenat katsuobushi kezuriki, semblant a un raspall de fuster, però aquesta forma de preparar-ho ha desaparegut per la seva poca comoditat. No obstant, el katsuobushi conserva el seu estatus com un dels ingredients primordials de la cuina japonesa actual.

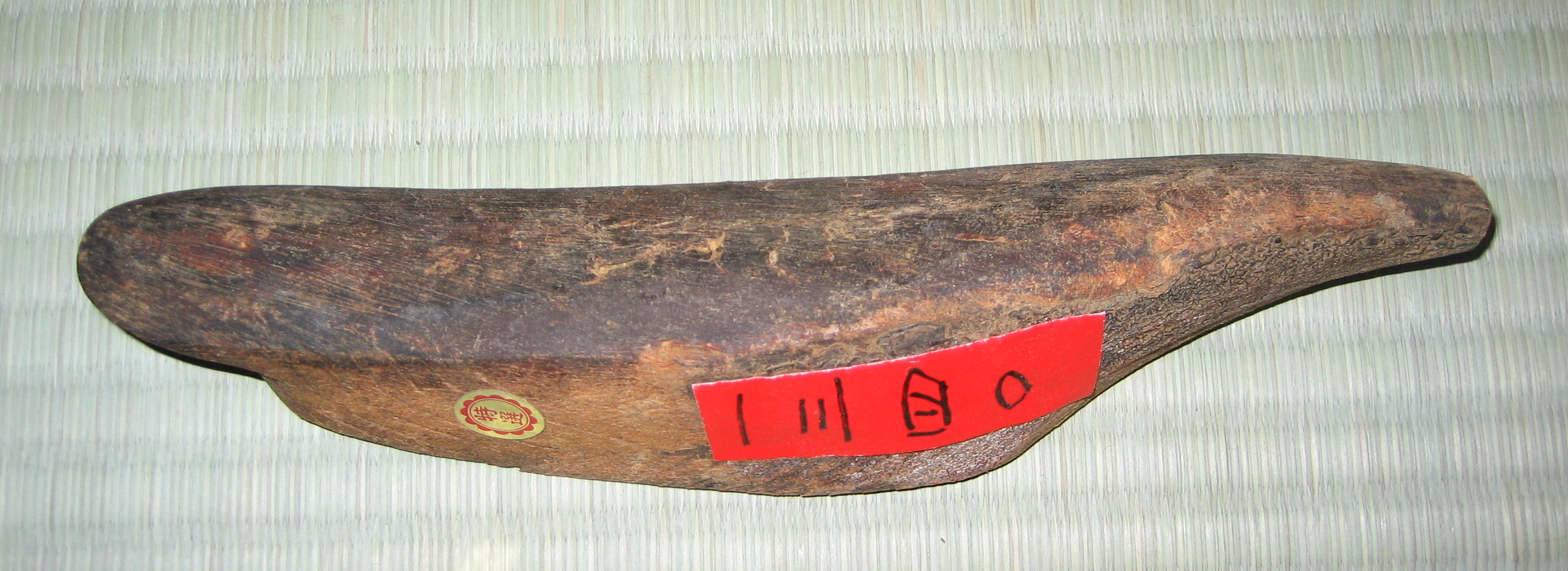
El katsuobushi es ven en blocs amb aspecte de fusta.

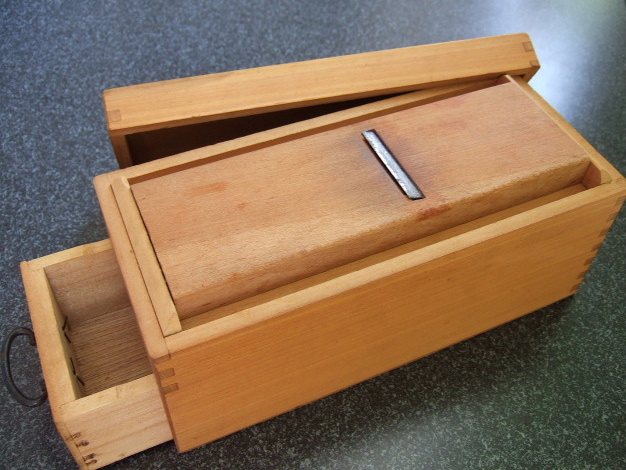
Katsuobushi kezuriki utilitzat per tallar encenalls de katsuobushi.

El característic sabor umami del katsuobushi es deu al seu alt contingut en àcid inosínic. En el katsuobushi elaborat a la manera tradicional, conegut com a karebushi, es sembren deliberadament una o diverses espècies de fongs del gènere Aspergillus (A. amstelodami, A. chevalieri, A. pseudoglaucus, A. ruber, o A. sydowii) per reduir-ne la humitat.
Quan s'afegeix hanakatsuo com a condiment a un plat calent, el vapor fa que els encenalls es moguin com si ballessin, per això també es coneixen com a «encenalls de peix ballarins».

## Usos
A més de ser l'ingredient principal del brou dashi, altres usos populars del katsuobushi són:
- En forma d'Okaka (おかか) (おかか): katsuobushi tallat finament i condimentat amb salsa de soia.
  - Com a farcit per a boles d'arròs (onigiri).
  - Com condiment per a l'arròs. És popular pel bentō, sovint cobert amb nori. Un bentō amb okaka i nori es diu nori-ben.
  - Seco, com a ingredient del condiment per l'arròs furikake (anomenat okaka furikake).
- Com a condiment pel tofu fred (hiyayakko, 冷奴) amb gingebre i cebollí rallats.
- Espolvorejat amb llavors de sèsam i nori trossejada sobre fideus soba freds (zarusoba).
- Com condiment sobre takoyaki i okonomiyaki.
- Com a condiment per a l'ou centenari juntament amb oli de sèsam i salsa de soja.
- Com a aliment ric en proteïnes per a gats.